# Dudh Kosi
Dudh Koshi (in nepalese: दुधकोशोशी नदी, tradotto comunenemte in Milk-Koshi River) è un fiume nel Nepal orientale, caratterizzato dal fatto che è il fiume che si trova alla maggior altitudine al mondo.

## Sistema fluviale del Koshi
Il fiume Koshi, o Sapt Koshi, drena la parte orientale del Nepal. È conosciuto come Sapta Koshi per via dei sette fiumi che si uniscono nel Nepal centro-orientale per formare questo fiume. I principali fiumi che formano il sistema fluviale Sapta Koshi sono: il Sun Koshi (सुन कोशी), il fiume Indravati (इन्द्रअरुणावती), il Bhote Koshi (भोटे कोशी), il Dudh Koshi, il fiume Arun (अरुण), il fiume Tamor (तमोर) e il fiume Likhu. Il fiume Dudh Kosi nasce nelle zone di alta quota dell'Everest (8848 m) e la neve e lo scioglimento dei ghiacciai contribuiscono in modo significativo al flusso d'acqua, soprattutto durante la stagione secca. Il fiume combinato scorre attraverso la Gola di Chatra in direzione sud per emergere dalle colline.

## Corso
Il fiume drena il massiccio dell'Everest, la vetta più alta del mondo. Inizia appena ad est dei laghi di Gokyo e scorre verso sud fino al Namche Bazaar. Proseguendo verso sud, il Dudh Koshi esce dal parco nazionale di Sagarmatha e passa ad ovest di Lukla. Il Khola Lamding si unisce al Dudh Koshi a sud-ovest di Surkya e continua il suo corso meridionale fino a Harkapur, dove si unisce al Sun Koshi.

## Canottaggio
Il fiume è caratteristico di acque bianche estreme e normalmente non può essere utilizzato per gli sport acquatici. La discesa è superiore al 5% e ci sono rapide che raggiungono difficoltà WW VI (non ancora classificate dall'AWA) e luoghi che devono essere portati a compimento con le migliori attrezzature. Inoltre, il fiume cambia spesso: le grandi pietre vengono spostate dalle forze naturali, ecc.
Scendendo dal monte Everest, si ritiene che il fiume sia la più elevata acqua bianca navigabile. Come tale, è stato all'attenzione delle squadre partecipanti alla coppa del mondo da quando i canoisti austriaci hanno stabilito il record del mondo scendendo da 3200 m di altitudine in Francia. Gli sportivi cecoslovacchi hanno poi accettato di raccogliere la sfida. Una squadra di sedici uomini, quattordici cechi e due slovacchi, si era riunita e il 4 gennaio 1973 partì da Děhylov in auto (in particolare utilizzando il Tatra 138 personalizzato che doveva sopravvivere oltre 30000 km di andate e ritorno). Per l'ultima parte da Lukla a Pheriche, sono stati assunti 110 portatori per trasportare le canoe e altre attrezzature. Il viaggio fluviale vero e proprio è iniziato il 1º aprile vicino a Pheriche a 4243 m.s.l.m. e si è svolto per 126 km fino a Sun Koshi. I canoisti hanno utilizzato sia canoe tandem coperte (C2) del marchio Vertex che kayak singoli (K1), tutti realizzati in vetroresina. La spedizione è tornata a casa in tutta sicurezza nell'agosto dello stesso anno.
Tre anni dopo, nel 1976, ci fu una spedizione britannica di sette kayakisti sotto la guida di Mike Jones. Hanno utilizzato kayak da slalom in vetroresina di 4 metri di lunghezza, progettati appositamente da Pyranha Canoes con un'ulteriori rinforzi. La spedizione è degna di nota per aver avuto luogo a settembre per evitare il ghiaccio e quando l'acqua era più alta per stabilire un nuovo record di altitudine. Hanno remato a circa 5300 m.s.l.m. su uno dei laghi del ghiacciaio Khumbu. Ma l'alta portata d'acqua ha avuto il suo lato negativo - molte parti erano troppo pericolose e hanno dovuto essere escluse; il risultato è stato che solo due canoe su undici sono sopravvissute fino alla confluenza con il Sun Koshi. Non è chiaro quali parti del fiume siano state saltate, ma la discesa è generalmente considerata incompleta. L'anno successivo è stato pubblicato il film documentario HTV dal titolo Dudh Kosi: Relentless River of Everest che è fonte di un malinteso comune sul fatto che questo è stato il primo viaggio sul fiume.
Da notare che entrambe le spedizioni non si sono imbarcate su Dudh Kosi ma piuttosto su Lobuche che è il fiume formato dal ghiacciaio Khumbu e che gira intorno a Pheriche. Poco sotto Pheriche si fonde con Imja Khola che poi corre per una decina di chilometri prima di raggiungere Dudh Kosi sotto Tengboche.
Da allora, ci sono state molte spedizioni che hanno utilizzato una grande varietà di canoe che hanno permesso di correre alcune rapide che dovevano essere saltate in precedenza. Tuttavia l'accesso alle parti superiori sopra Lukla è ora limitato a causa di norme più severe all'interno e nei dintorni dei parchi nazionali.

Dudh Kosi
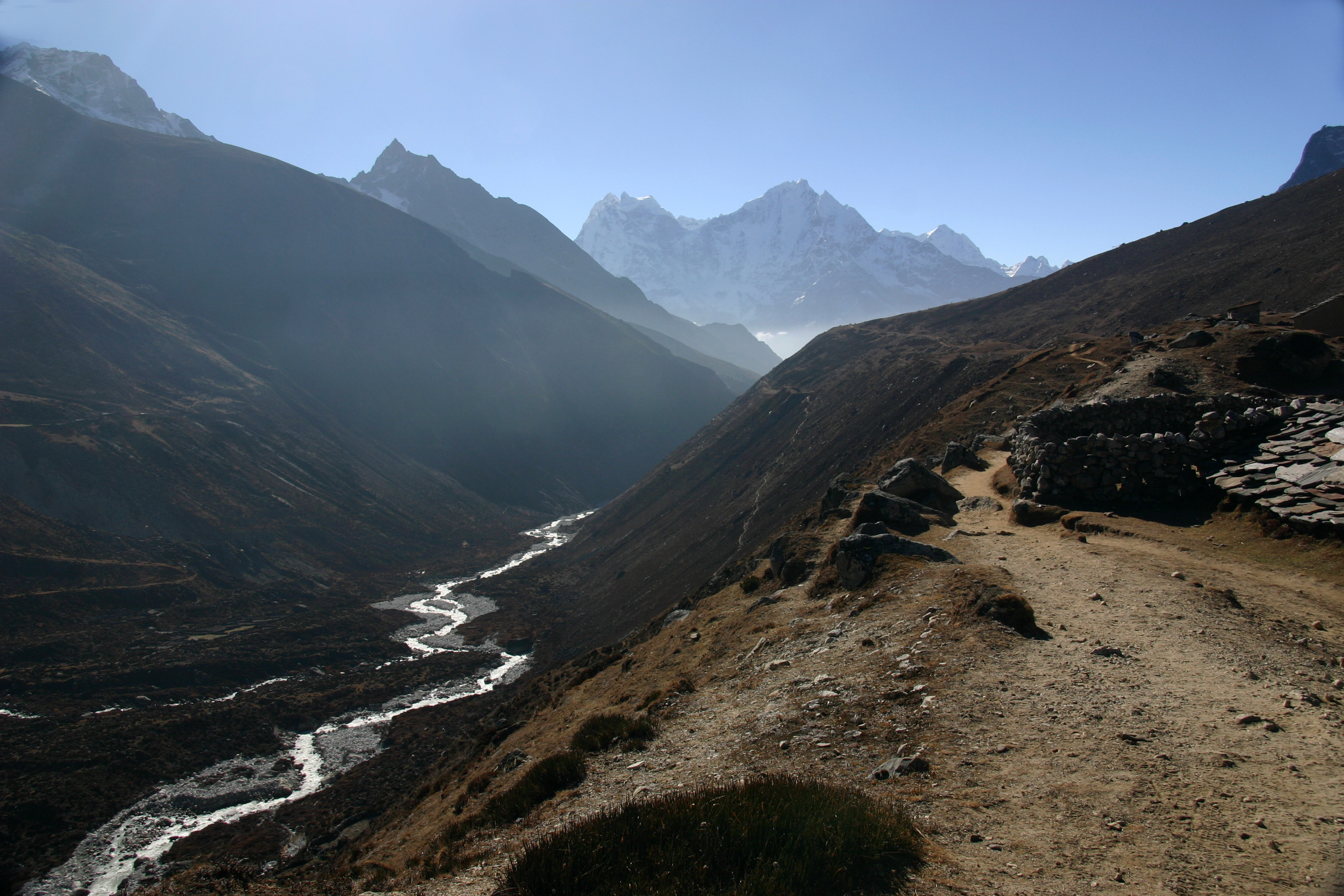
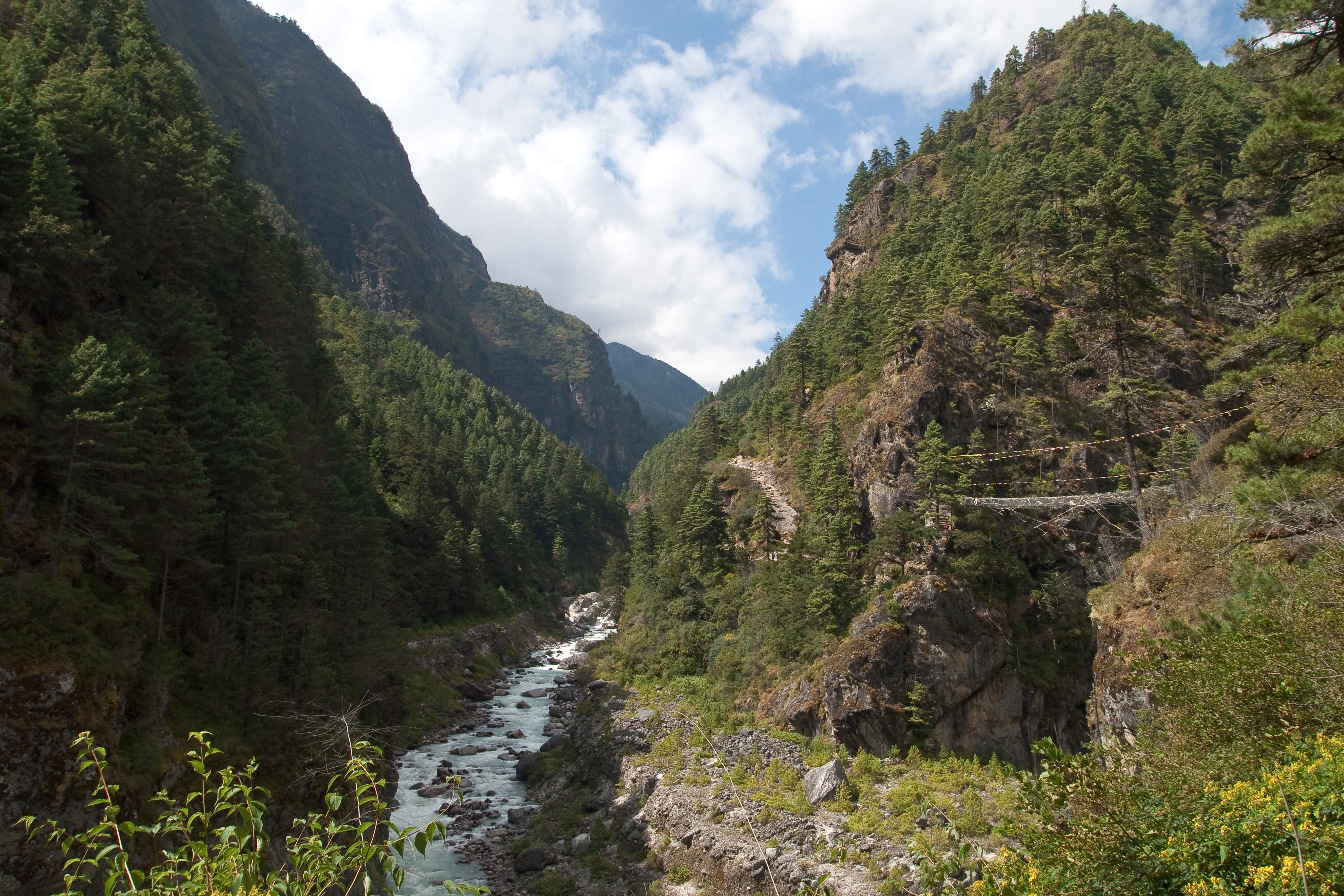
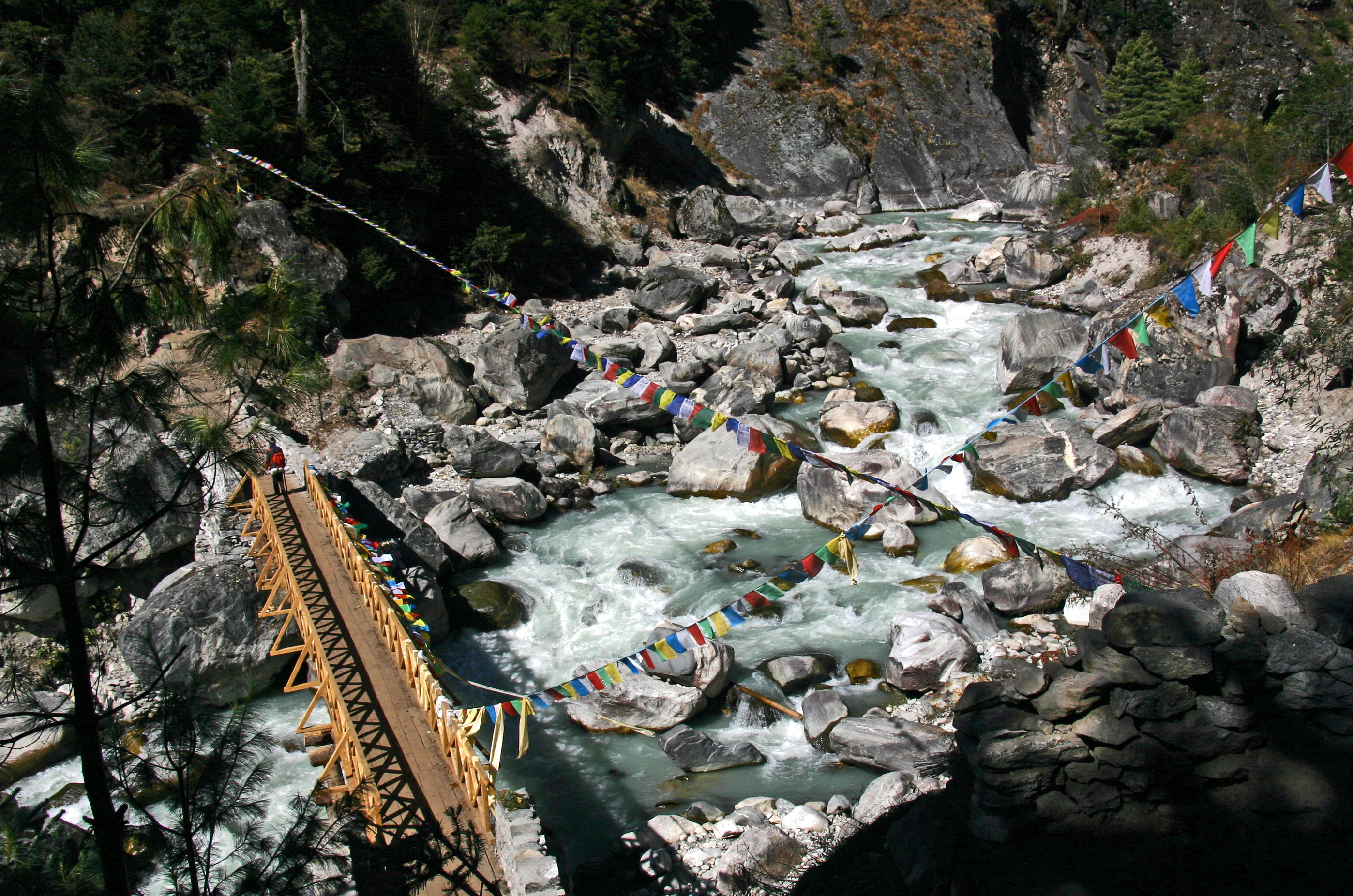
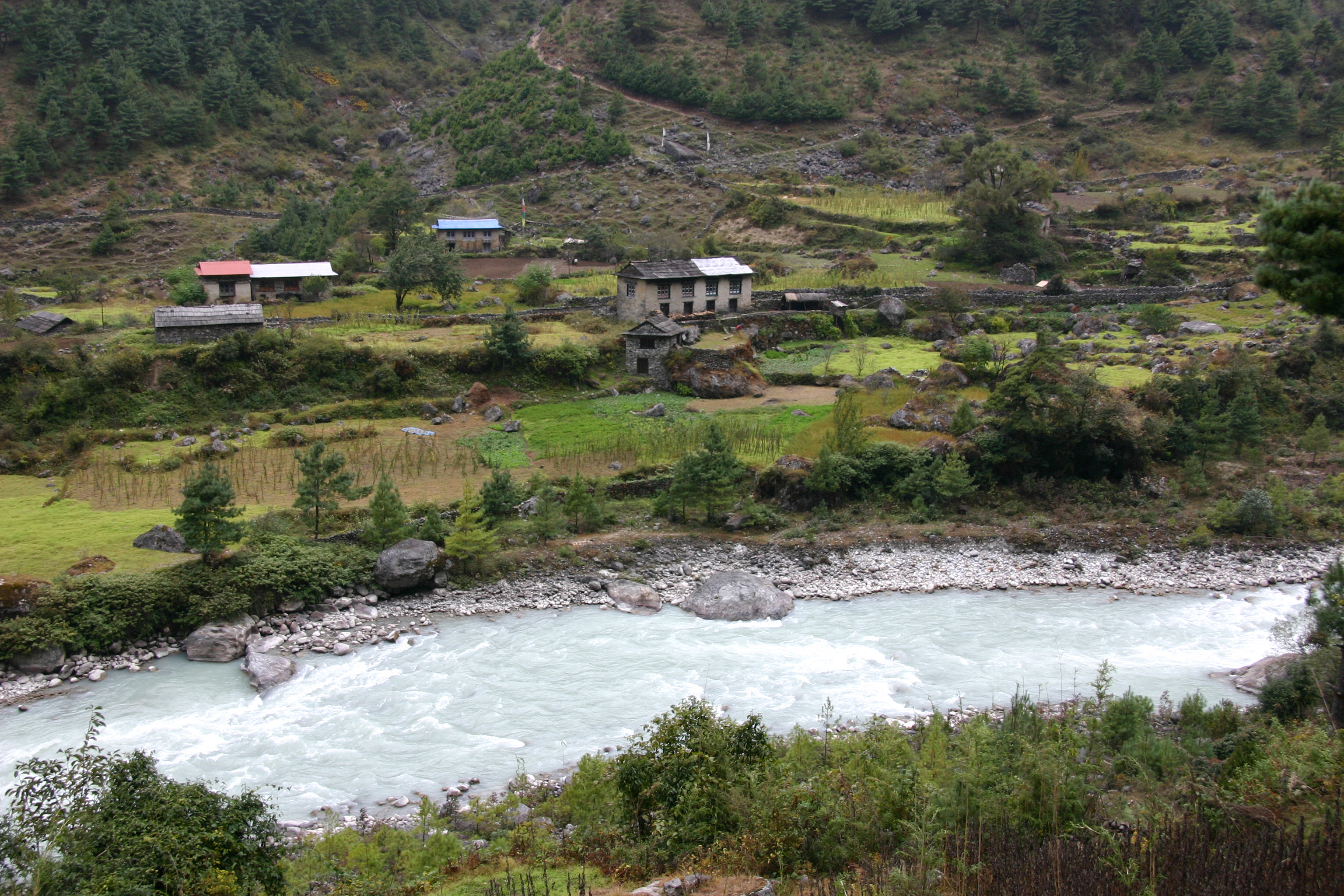
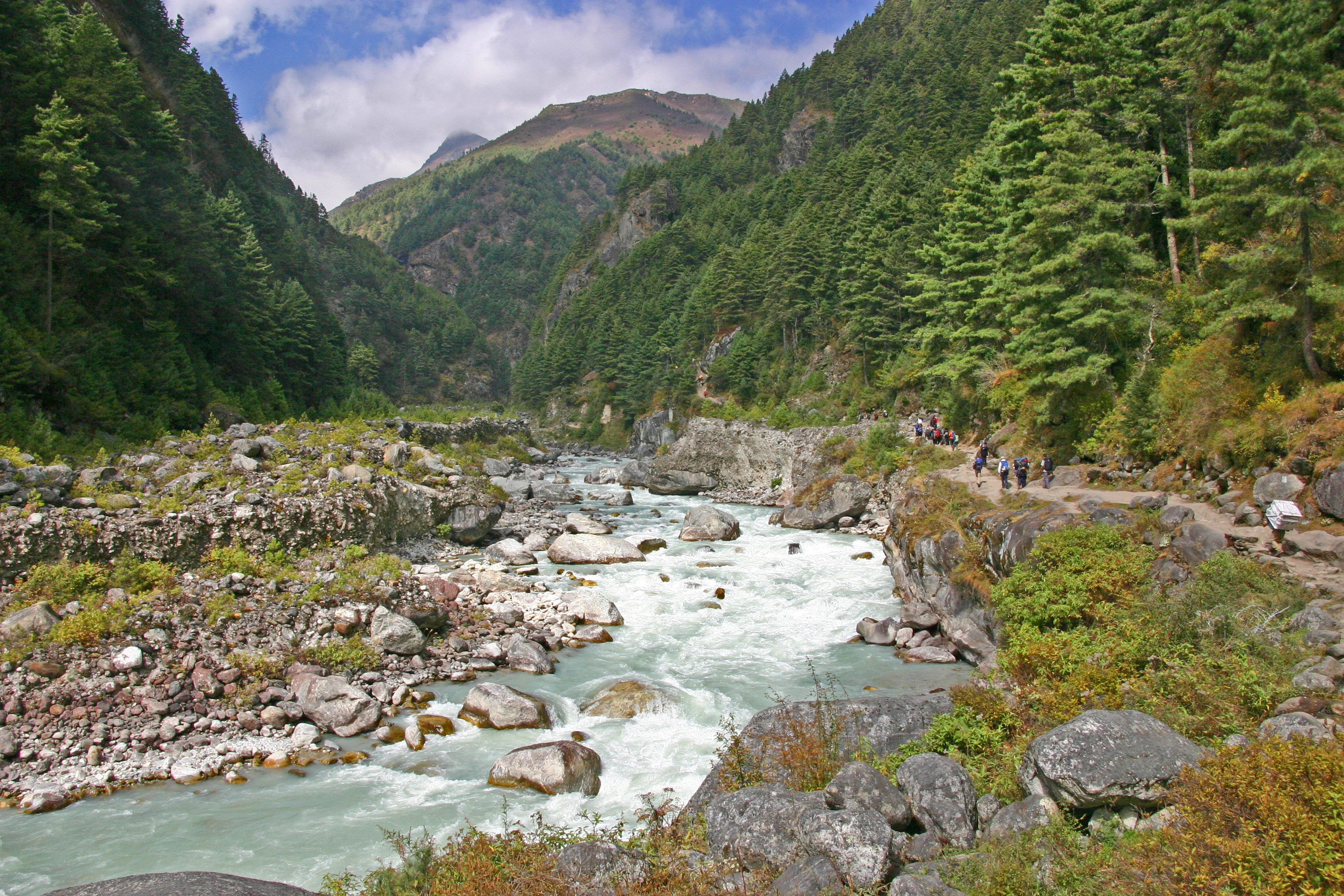